# Пири, Чарлз
Чарлз Пири (англ. Charles Pirie, 8 января 1897, Абердин — 3 февраля 1960, там же) — шотландский шахматист.
В составе сборной Шотландии участник шахматной олимпиады 1937 г. В этом соревновании был запасным участником. В базах есть партии, которые он проиграл черными фигурами К. Хаваши (Венгрия) и А. де Грооту (Нидерланды).
Принимал активное участие в работе абердинского шахматного клуба «Bon-Accord CC». Наиболее заметная организаторская работа Пири связана с проведением чемпионата Шотландии 1939 г., проходившего в Абердине.